# 第37屆廣播金鐘獎
第37屆廣播金鐘獎是2002年台灣廣播業界的年度盛事之一，表揚2002年度傑出的台灣廣播人。廣播金鐘獎頒獎典禮於2002年4月18日在台北市中山堂舉行，主持人是洪宗適（阿國）、胖胖與陳伶俐（LILY C）。該屆頒獎典禮由台視負責進行現場轉播。

## 入圍暨得獎名單
下列之標記為該獎項得獎者。

## 外部連結
- 91年廣播金鐘獎入圍名單 （页面存档备份，存于）.文化部影視及流行音樂產業局.2002-08-22
- 91年廣播金鐘獎得獎名單 （页面存档备份，存于）.文化部影視及流行音樂產業局.2002-08-22